# ハンス・ヤアアン・ハマー
ハンス・ヤアアン・ハマー（Hans Jørgen Hammer、1815年12月29日 - 1882年1月28日）はデンマークの画家である。風俗画の分野の絵画を描いた。

## 略歴
コペンハーゲンに生まれた。ノルウェー生まれの絵画教師、ベルク（Jon Gulsen Berg）の弟子となった。1841年からデンマーク王立美術院で、クリストファー・エカスベアのもとで学んだ。1842年とその翌年にデンマーク王立美術院から賞を受け、1845年にノイハウゼン賞（De Neuhausenske Præmier）に応募した作品は、デンマーク王立絵画コレクション(後のDanish National Gallery)に買い上げられた。
1848年春にシュレースヴィヒ公国の帰属をめぐるプロイセンとの紛争が始まると軍務につき、軍人として働いた。1857年に奨学金を得て、ローマに留学し、ローマや近郊のアリッチャの風景画を多く残した。
1874年に王立美術院の会員に選ばれた。病気の後、1881年に再び訪れたローマで没した。
弟のヴィルヤム・ハマー（William Hammer:1821–1889)も画家となった。

## 作品

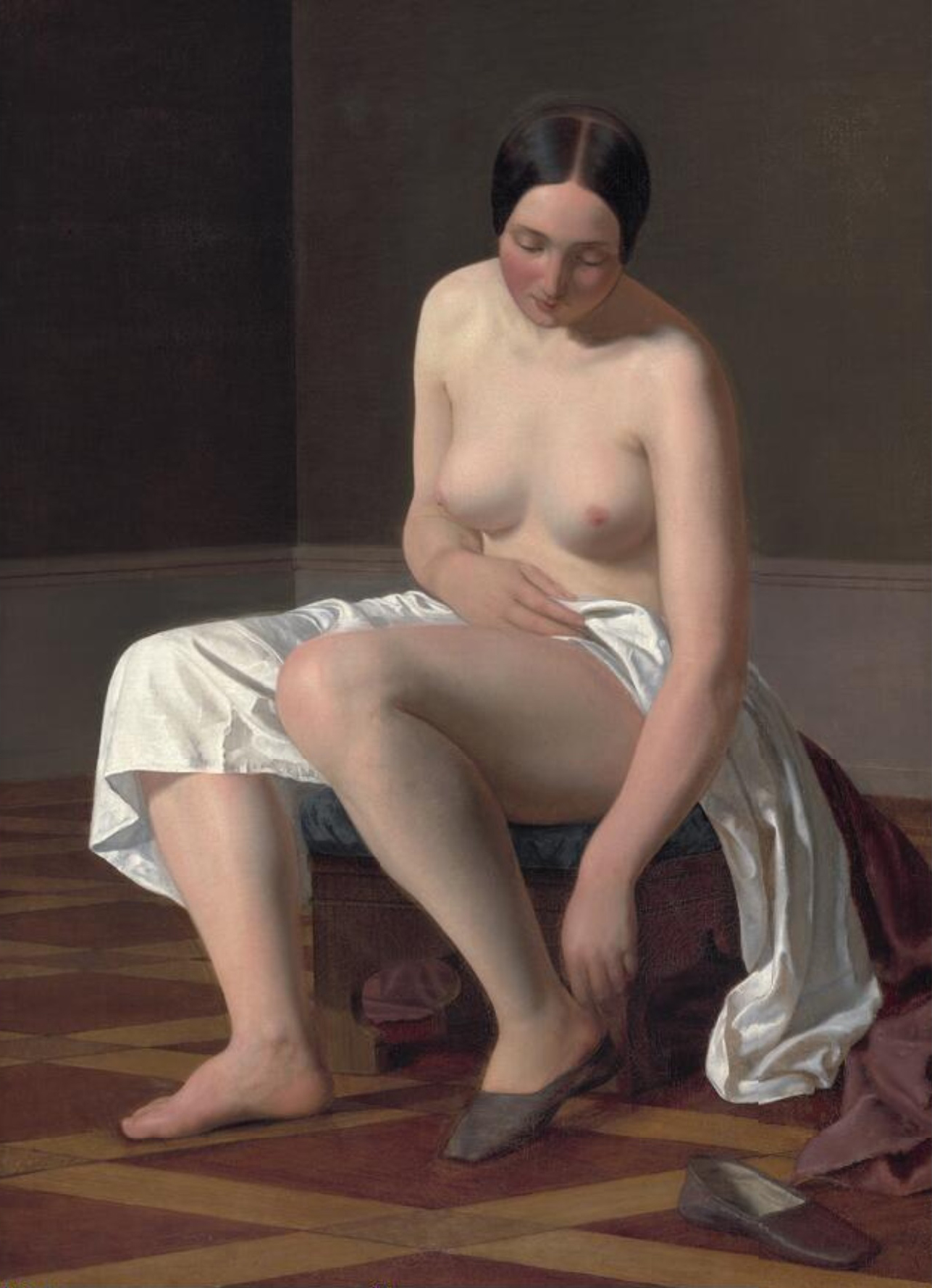
人物画(1843)
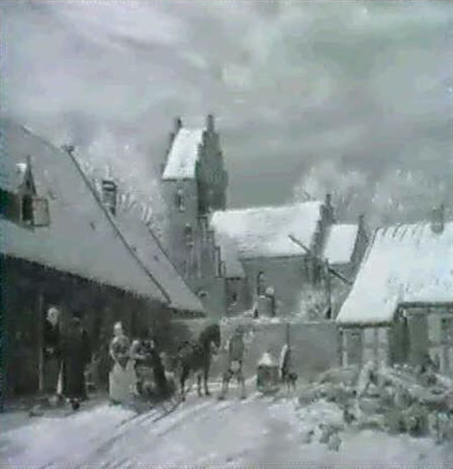
風景画(製作年不明)

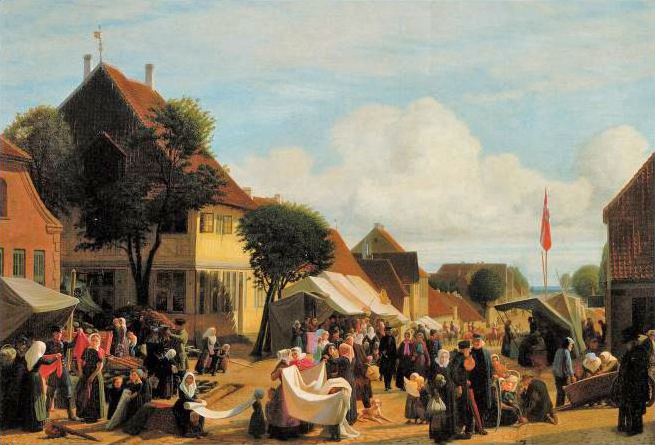
「フレゼリシアの市の日」 (製作年不明)
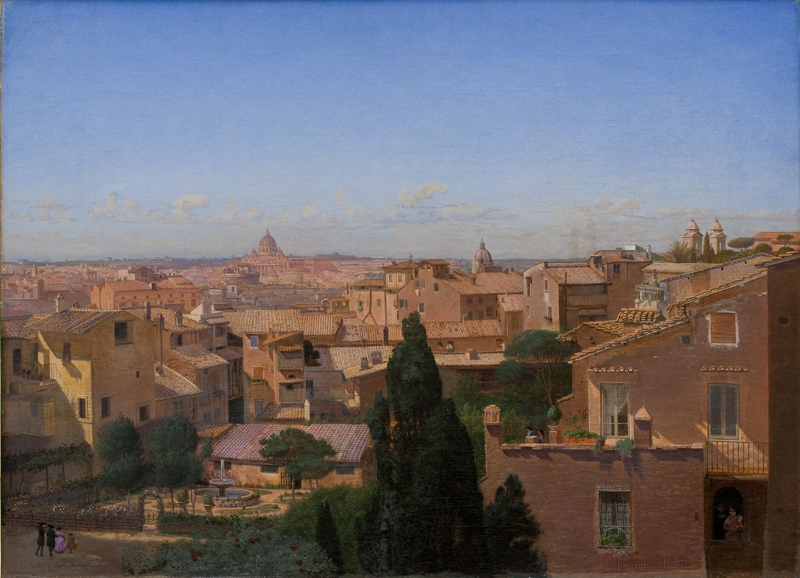
「ローマの風景」 (1858)
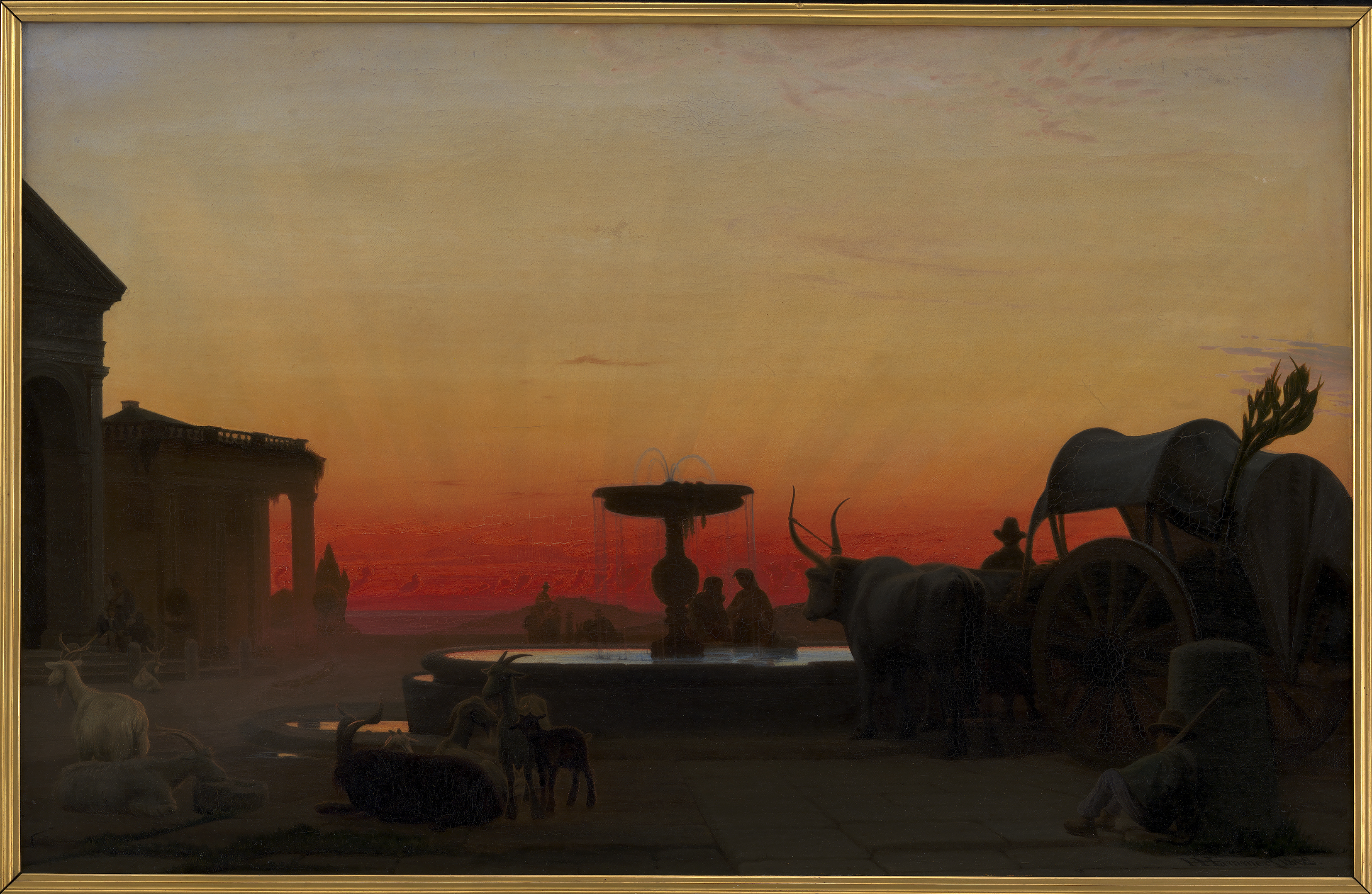
「夕暮れのアリッチャ」(1862)
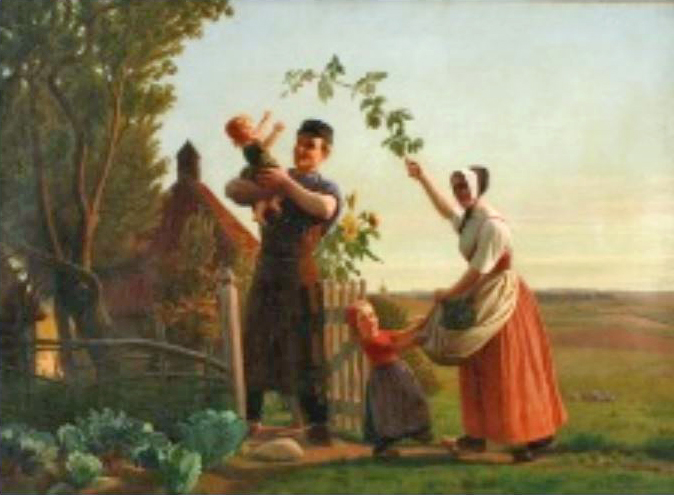
"Paternal Pride" (1862)